# Cædmon

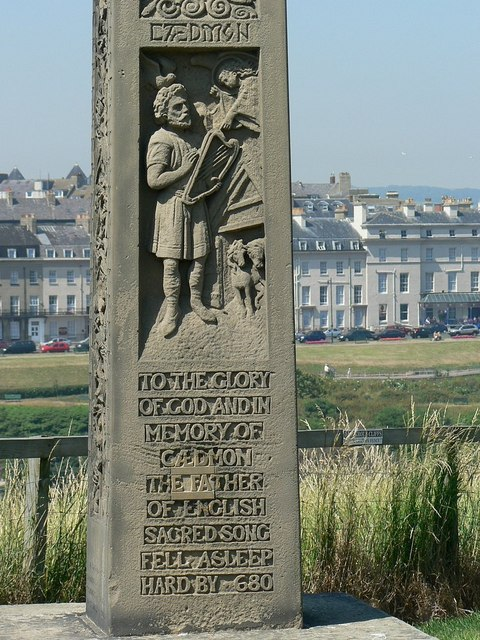
Cædmon-Denkmal auf dem Friedhof der St Mary’s Church in Whitby

Cædmon war ein englischer Dichter des späten 7. Jahrhunderts. Er ist der erste namentlich bekannte Dichter der englischen Literatur und einer von nur zwölf altenglischen Dichtern, deren Namen überliefert sind. Cædmons Werdegang wird in der Historia ecclesiastica gentis Anglorum des Beda Venerabilis geschildert; Bedas Bericht zufolge war er ein einfacher Hirte, dem in einem Traum die Gabe der Dichtkunst verliehen wurde.
Von seinem Werk sind nur neun stabende Langzeilen eines Schöpfungshymnus erhalten. Sie gelten neben den Runeninschriften auf dem Kreuz von Ruthwell und dem Runenkästchen von Auzon als ältestes Zeugnis der altenglischen Sprache.

## Leben

### Bedas Bericht
Laut Beda war Cædmon ein Hirte des nordenglischen Doppelklosters Streonæshalch (die heutige Klosterruine ist unter dem Namen Whitby Abbey bekannt). Als sich eines Abends die Mönche des Klosters mit Harfenspiel und Gesang unterhielten, zog er sich betrübt zurück, weil er keine Lieder kannte, und legte sich neben seinen Tieren schlafen. Im Traum trat „jemand“ (quidem) an ihn heran und forderte ihn auf, den „Anfang der Geschöpfe“ (principium creaturarum) zu besingen. Zunächst weigerte er sich, dichtete aber letztlich ein kurzes Lobgedicht auf Gott und seine Schöpfung.
Als er am nächsten Morgen erwachte, erinnerte er sich an dieses Traumgedicht und dichtete sodann noch einige zusätzliche Zeilen. Nachdem er anderen über die Gabe berichtet hatte, die ihm im Traum verliehen worden war, wurde er von der Äbtissin des Klosters vernommen, die zu dem Schluss kam, dass Cædmon tatsächlich eine Gottesgabe erhalten habe. Um sicher zu sein, trug sie ihm auf, ein weiteres Gedicht zu schreiben. Als Cædmon am nächsten Morgen das verlangte Gedicht tatsächlich vorlegte, wurde seine Berufung endgültig anerkannt. Er legte das Klostergelübde ab und wurde so ein Laienbruder der Abtei. Die Äbtissin hielt die anderen Mönche an, ihn in Lehre und Geschichte der Kirche zu unterrichten, die er in wohlklingende Verse fassen sollte. Beda zufolge schuf Cædmon ein umfangreiches dichterisches Werk. Nach einem langen und gottesfürchtigen Leben starb er friedlich. Als er seinen Tod nahen fühlte, wurde er auf seine Bitte im klösterlichen Hospiz gebettet, sammelte seine Freunde um sich und verschied kurz vor der Lesung der Nokturnen.

### Datierung
Beda gibt in seiner Schilderung von Cædmons Leben keine Daten an. Das Gelübde soll er in fortgeschrittenem Alter abgelegt haben; zumindest einen Teil seiner Zeit als Mönch soll in die Zeit gefallen sein, als die Heilige Hilda dem Kloster als Äbtissin vorstand (657–680). Kapitel 25 des IV. Buches der Historia ecclesiastica lässt den Schluss zu, dass Cædmon etwa zu der Zeit (his temporibus) starb, als in der Coldingham Abbey ein Großfeuer ausbrach. Die Angelsächsische Chronik gibt das Jahr 679 für dieses Ereignis an, Beda datiert es hingegen mindestens zwei Jahre später; das nächste datierbare Ereignis in seiner Historia ist Ecgfrith Irlandfeldzug im Jahr 684. Es ist jedoch möglich, dass sich die betreffende Stelle in Bedas Chronik nicht auf Cædmons Tod, sondern vielmehr allgemein auf sein Wirken bezieht. Anhand dieser Hinweise lässt sich der Beginn von Cædmons Schaffenszeit zu einem Zeitpunkt zwischen den Jahren 657 und 680, sein Todesdatum auf die Jahre 679 bis 684 eingrenzen.

### Namenforschung
Beda schrieb, dass (Alt-)Englisch Cædmons „eigene“ Sprache war, doch nach Erkenntnissen der modernen Sprachwissenschaft ist sein Eigenname keltischen Ursprungs (Proto-Walisisch *Cadṽan, Britannisch *Catumandos); mithin ist es wahrscheinlich, dass er selbst Kelte oder doch zumindest zweisprachig war. Einige Forscher vermeinen auch Ähnlichkeiten zwischen Cædmons Hymnus zur altirischen Dichtung ausgemacht zu haben und deuten dies als Hinweis auf seine keltische Herkunft.
Andere Forscher vermuten hingegen, Bedas Bericht über den dichtenden Mönch sei als Allegorie und Cædmons Name somit als sprechender Name zu lesen; in dieser Theorie wird der Name als Abwandlung von Adam Kadmon gedeutet.

### Andere mittelalterliche Quellen
Die einzige weiter gehende Erwähnung Cædmons findet sich in der auf das 10. Jahrhundert datierten altenglischen Übersetzung von Bedas Historia. Diese enthält einige Details, die über den Bericht in der lateinischen Ursprungsfassung hinausgehen. So soll Cædmon vor seiner Vision Scham darüber empfunden haben, dass er des Singens unkundig war; außerdem heißt es in der Übersetzung, dass Hildas Kopisten Cædmons Verse „von seinen Lippen“ (æt muðe) niederschrieben. Diese Abweichungen zu Bedas Bericht lassen aber keineswegs den Schluss zu, dass es eine von Beda unabhängige englische Überlieferung von Cædmons Geschichte gab.

### Der Heliand
Eine Anspielung auf Cædmon findet sich in zwei zusammengehörigen lateinischen Texten im Umkreis des altsächsischen Heliand-Epos. Diese Schriften, eine Praefatio (Vorrede) samt Versus de Poeta (Über den Dichter), berichten über die angeblichen Ursprünge der altsächsischen Bibelepik (von der nur der Heliand und der Rest einer Genesis überliefert ist) in Worten, die dem Bericht Bedas über Cædmon gleichen und stellenweise sogar im Wortlaut übereinstimmen. Laut der Praefatio wurde das altsächsische Gedicht im Auftrag Kaiser Ludwigs des Frommen von einem Dichter geschrieben, der nichts vom Dichten verstand, bis ihm in einem Traum aufgetragen wurde, die Regeln des Göttlichen Rechts in volkssprachige (also sächsische, nicht lateinische) Dichtung zu fassen. Die Versus de Poeta schildern diesen Traum detaillierter; demnach war der Dichter vor seiner Berufung ein Hirte; die Vision ereilte ihn, als er eines Abends nach getaner Arbeit einschlief.
Diese beiden Texte sind nur in einer Ausgabe des Matthias Flacius aus dem 16. Jahrhundert überliefert, doch anhand grammatikalischer und semantischer Analysen kann davon ausgegangen werden, dass sie im Mittelalter, möglicherweise schon im 12. Jahrhundert, verfasst wurden.

## Werk
Bedas Bericht zufolge schuf Cædmon ein umfangreiches Werk volkssprachiger (also altenglischer) religiöser Dichtung. Im Gegensatz zur Dichtung der Heiligen Aldhelm von Sherborne und Dunstan schrieb er ausschließlich über religiöse Themen, darunter laut Beda Schöpfungslieder, Übersetzungen aus dem Neuen wie dem Alten Testament, und Lieder über die „Schrecken des Jüngsten Tages und der Hölle, und die Freuden des Himmelsreichs“.
Von diesem Werk sind nur die ersten neun Zeilen seines Erstlingswerks erhalten, also des Gedichts, das zu schreiben ihm in seinem Traum aufgetragen wurde. Andere volkssprachliche Gedichte, die inhaltlich Bedas Beschreibung von Cædmons Werken entsprechen, sind im so genannten Cædmon-Manuskript erhalten, doch gilt es aufgrund stilistischer Unterschiede zu Cædmons Hymnus als sehr unwahrscheinlich, dass sie tatsächlich von Cædmon verfasst wurden.
Das einzig erhaltene Werk Cædmons ist somit das neunzeilige Fragment eines Schöpfungsliedes. Es ist in 21 Manuskriptkopien überliefert und ist somit nach dem Totenlied des Beda das meistbezeugte Gedicht der altenglischen Literatur.

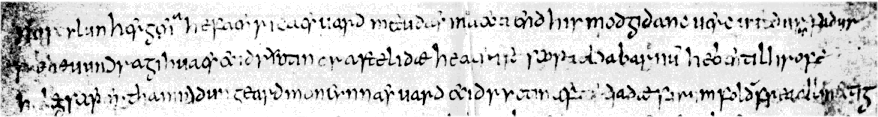
Die älteste bekannte Manuskriptkopie von Cædmon Hymnus findet sich im „Moore Bede“, datiert um 737
(Cambridge, Kk.5.16, f. 128v):

| Nu scylun hergan hefaenricaes uard      | Nun lasst uns den Bewahrer des himmlischen Königreiches preisen |
| metudæs maecti end his modgidanc        | die Macht des Schöpfers und seine Gedanken                      |
| uerc uuldurfadur— sue he uundra gihuaes | das Werk des glorreichen Vaters, wie von jedem der Wunder       |
| eci dryctin or astelidæ                 | der ewige Herr den Anbeginn schuf.                              |
| he aerist scop aelda barnum             | Er schuf zuerst für die Söhne der Menschen                      |
| heben til hrofe haleg scepen            | den Himmel als Dach, der heilige Schöpfer,                      |
| tha middungeard moncynnæs uard          | dann Mittelerde der Bewahrer der Menschheit,                    |
| eci dryctin æfter tiadæ                 | der ewige Gott, später machte,                                  |
| firum foldu frea allmectig              | die Erde für die Menschen, der allmächtige Herr.                |